# Тенишево (Мордовия)
Тенишево — село Краснослободского района Республики Мордовия в составе Гуменского сельского поселения. 

## География
Находится на расстоянии примерно 6 км по прямой на юг от районного центра города Краснослободск.

## История
Известно с конца XVII века. В 1869 году было учтено как казенное село Краснослободского уезда из 93 дворов, название по фамилии бывших владельцев. Известно о сооружении в 1824 году каменной Тихвинской церкви.

## Население
Постоянное население составляло 305 человека (русские 96%) в 2002 году, 240 в 2010 году .